# John Broughton
| 8749 Beatles           | 3 aprile 1998     |
| 8958 Stargazer         | 23 marzo 1998     |
| 9241 Rosfranklin       | 10 agosto 1997    |
| 11196 Michanikos       | 22 gennaio 1999   |
| 11365 NASA             | 23 marzo 1998     |
| 11425 Wearydunlop      | 18 giugno 1999    |
| 12113 Hollows          | 29 luglio 1998    |
| 12542 Laver            | 10 agosto 1998    |
| 13298 Namatjira        | 15 settembre 1998 |
| 14621 Tati             | 22 ottobre 1998   |
| 15092 Beegees          | 15 marzo 1999     |
| 15495 Bogie            | 17 febbraio 1999  |
| 15550 Sydney           | 31 marzo 2000     |
| 15947 Milligan         | 2 gennaio 1998    |
| 16046 Gregnorman       | 5 maggio 1999     |
| 16155 Buddy            | 3 gennaio 2000    |
| 16260 Sputnik          | 9 maggio 2000     |
| 17023 Abbott           | 7 marzo 1999      |
| 17024 Costello         | 15 marzo 1999     |
| 17038 Wake             | 26 marzo 1999     |
| 17058 Rocknroll        | 13 aprile 1999    |
| 17059 Elvis            | 15 aprile 1999    |
| 17078 Sellers          | 24 aprile 1999    |
| 17166 Secombe          | 17 giugno 1999    |
| 17269 Dicksmith        | 3 giugno 2000     |
| 17270 Nolthenius       | 4 giugno 2000     |
| 17283 Ustinov          | 24 giugno 2000    |
| 17826 Normanwisdom     | 3 aprile 1998     |
| 17892 Morecambewise    | 15 marzo 1999     |
| 17936 Nilus            | 24 aprile 1999    |
| 17945 Hawass           | 14 maggio 1999    |
| 18125 Brianwilson      | 22 luglio 2000    |
| 18132 Spector          | 30 luglio 2000    |
| 18747 Lexcen           | 26 marzo 1999     |
| 18839 Whiteley         | 5 agosto 1999     |
| 18932 Robinhood        | 28 agosto 2000    |
| 19453 Murdochorne      | 28 marzo 1998     |
| 19535 Rowanatkinson    | 24 aprile 1999    |
| 19578 Kirkdouglas      | 20 giugno 1999    |
| 19582 Blow             | 13 luglio 1999    |
| 19631 Greensleeves     | 13 settembre 1999 |
| 20314 Johnharrison     | 28 marzo 1998     |
| 20403 Attenborough     | 22 luglio 1998    |
| 20468 Petercook        | 13 luglio 1999    |
| 20469 Dudleymoore      | 13 luglio 1999    |
| 21476 Petrie           | 28 aprile 1998    |
| 21657 Alinecarter      | 10 agosto 1999    |
| 22649 Paulineloader    | 27 luglio 1998    |
| 22650 Brianloader      | 29 luglio 1998    |
| 22754 Olympus          | 26 novembre 1998  |
| 23032 Fossey           | 3 dicembre 1999   |
| 23774 Herbelliott      | 26 giugno 1998    |
| 24450 Victorchang      | 29 agosto 2000    |
| 25058 Shanegould       | 25 agosto 1998    |
| 29898 Richardnugent    | 19 aprile 1999    |
| 30439 Moe              | 21 giugno 2000    |
| 30440 Larry            | 22 giugno 2000    |
| 30441 Curly            | 24 giugno 2000    |
| 30444 Shemp            | 5 luglio 2000     |
| 31344 Agathon          | 30 luglio 1998    |
| 31450 Stevepreston     | 14 febbraio 1999  |
| 32197 Judylynnpalmer   | 24 luglio 2000    |
| 33748 Davegault        | 15 agosto 1999    |
| 36039 Joandunham       | 13 agosto 1999    |
| 38036 Waynewarren      | 13 settembre 1998 |
| 40104 Stevekerr        | 17 agosto 1998    |
| 41488 Sindbad          | 29 agosto 2000    |
| 43293 Banting          | 1º aprile 2000    |
| 44217 Whittle          | 12 agosto 1998    |
| 54402 Jonathanbradshaw | 4 giugno 2000     |
| 54521 Aladdin          | 23 agosto 2000    |
| 63498 Whitehead        | 28 luglio 2001    |

John Broughton (1952) è un astronomo amatoriale australiano.
Ha sviluppato due software, scantracker e scanalyser, utili alla fotografia dei transiti degli asteroidi con la tecnica del Drift-Scan. I software sono gratuiti e liberamente utilizzabili.
Il Minor Planet Center gli accredita le scoperte di 1193 asteroidi, effettuate tra il 1997 e il 2008. Ha inoltre scoperto l'asteroide near-Earth con denominazione provvisoria 2004 GA1 che è considerata il primo oggetto grosso e potenzialmente pericoloso per la Terra frutto di una scoperta amatoriale.
Il 3 novembre 2005 ha scoperto la cometa periodica P/2005 T5 Broughton ed il 17 luglio 2006 la cometa non periodica C/2006 OF2 Broughton.
Broughton è stato uno dei 5 astronomi che hanno vinto il premio Eugene Shoemaker Near-Earth Object Grants nel 2002, assegnato dalla Planetary Society. Broughton ha impiegato la somma per acquistare una camera CCD.
Ha ricevuto l'Edgar Wilson Award nel 2006 e nel 2007. Nel 2008 gli è stata assegnata la Berenice Page Medal.
Gli è stato dedicato l'asteroide 24105 Broughton.